# Joseph Wirtz
Pour les articles homonymes, voir Wirtz.
Joseph Wirtz (né le 5 janvier 1912 à Téterchen, mort le 12 septembre 1991 à Boulay-Moselle) est un athlète français spécialiste du lancer du marteau.

## Biographie
Il détient en son temps, de 1937 à 1939, le record de France du lancer du marteau, avec un jet à 51,06 m (record qui ne sera battu que 10 ans plus tard, par Pierre Legrain).
Il est affilié au Rugby Club Toulonnais (section athlétisme), puis au FC Lorient.
Cet ancien de la Marine a participé aux Jeux olympiques de Berlin en 1936 où il se place, avec un jet de 45,69 m, à la seizième place sur 52 lanceurs. Joseph Wirtz prépare les jeux prévus à Tokyo en 1940, mais la Seconde Guerre mondiale met un terme à ses espoirs de participation.
Il décède le 12 septembre 1991  à Boulay-Moselle, à quelques kilomètres de son village natal.